# Rosalind Halstead
Rosalind Halstead, née le 18 juillet 1984, est une actrice britannique.

## Biographie
Rosalind Halstead est une actrice, mannequin et danseuse britannique.
Halstead a étudié durant cinq ans à la Central School of Ballet (en). Sa carrière a débuté à Londres aux Performing Arts à l'âge de huit ans.
À 13 ans, Halstead est repérée par l'agence Select, et a été un mannequin pour quelques années avant de devenir actrice.
En 2009, elle apparaît dans une adaptation télévisée des Hauts de Hurlevent sur ITV1, en 2010, dans la série comique de la BBC How Not to Live Your Life, où elle joue une sans-abri.
Elle est également apparue dans le film Madame Henderson présente (2005) et dans la série télévisée britannique Nearly Famous (en).

## Filmographie

### Cinéma
- 2005 : Madame Henderson présente de Stephen Frears : Frances
- 2019 : The Burnt Orange Heresy de Giuseppe Capotondi : Evelina Macri

### Télévision
- 2010 : How Not to Live Your Life (série TV) : Susan
- 2011 : Rage of the Yeti (série TV) : Rosa
- 2012 : Sherlock (série TV) : Kate
- 2012 : Little Crackers (série TV) : Maman
- 2014 : Dominion : Becca Thorn (saison 1)
- 2022-2025 : Andor : Runai Sculdun (série Disney+)